# Shinchi (Fukushima)
Shinchi (新地町 Shinchi-machi?) es un pueblo localizado en la prefectura de Fukushima, Japón. En junio de 2019 tenía una población de 8.156 habitantes y una densidad de población de 175 personas por km². Su área total es de 46,70 km².

## Geografía

### Municipios circundantes
- Prefectura de Fukushima
  - Sōma
- Prefectura de Miyagi
  - Yamamoto
  - Marumori

## Demografía
Según datos del censo japonés, la población de Shinchi ha disminuido en los últimos años.
| Año del censo | Población |
| ------------- | --------- |
| 1995          | 9.093     |
| 2000          | 9.017     |
| 2005          | 8.584     |
| 2010          | 8.224     |
| 2015          | 8.218     |